# Simo Aalto
Simo Aalto (Oulu, 19 marzo 1960) è un illusionista finlandese.
Figlio del pittore Eeli Aalto, si è specializzato in spettacoli di magia per bambini. È noto per le numerose apparizioni televisive lungo gli anni novanta e i primi anni duemila in vari programmi per bambini di YLE TV1, come Puoli kuudessa, Veturissa e Simosalabim, arrivando poi ad avere un programma tutto suo, Simon Taikateltassa ("La tenda magica di Simon").
Dal 2006, tiene vari spettacoli di illusionismo lungo il Paese, assieme alla sua assistente e moglie Kirsi Aalto.

## Premi e riconoscimenti
- World Championship of Magic:
  - 1 titolo (Lisbona, 2000); 1 secondo posto (Dresda, 1997); 1 terzo posto (Losanna, 1991).
- Circolo dei maghi di Finlandia:
  - Mago dell'anno (1997)
  - Medaglia Solmu Mäkelä (2000)